# 발광적외선은하
발광적외선은하(영어: Luminous infrared galaxy, LIRG)는 밝기의 단위, 광도가 1011 L☉ 이상인 은하이다. 비슷한 광도의 폭발적 항성생성 은하, 세이퍼트 은하, 퀘이사보다 더 풍부하다. 적외선은하는 다른 파장에서 방출되는 에너지의 합보다 더 많은 에너지를 적외선에서 방출한다. LIRG의 광도는 태양의 광도의 약 1,000억 배이다.
1012 L☉ 이상의 광도를 가지는 은하는 초발광적외선은하(ultraluminous infrared galaxy, ULIRG)라고 한다. 많은 LIRG 및 ULIRG는 상호작용과 혼란을 보여준다. 이러한 유형의 많은 은하들은 해마다 별 하나를 형성하는 우리 은하에 비해, 해마다 약 100여 개의 새로운 항성들을 형성하고 있다. 이는 광도를 높은 수준으로 끌어올린다.

## 기원과 진화
적외선은하는 별의 형성을 통해 적외선 광도가 크게 증가한 단신의 가스풍부 나선은하로 보인다. 그러나 일부 은하들의 광도는 활동은하핵(AGN)에서 기원한 것이다. 이들 AGN은 은하의 중심에 있는 왜소한 영역으로 보통 은하의 광도보다 큰 광도를 가지고 있다. AGN의 방출은 전파, 적외선, 가시광선, 자외선, X-선, 감마선 파장대에서 관측된다. 이러한 유형의 은하는 1983년 IRAS에 의해 발견되었다. 이런 경우에 LIRG는 폭발적 항성생성이나 활동은하핵으로부터 기원했을 것이다.
이러한 은하들은 육안으로는 보이지 않는 적외선 스펙트럼 영역에서 많은 에너지를 방출한다. 측정된 LIRG의 방출에너지는 이전까지 우주에서 가장 활동적인 천체로 알려진 퀘이사의 방출에너지와 맞먹는다.
우리가 이러한 은하에서 오는 빛을 볼 수 없는 이유는 이들이 풍부한 가스를 가지기 때문이다. 이는 은하 내의 가스가 대부분의 빛을 흡수하여 적외선에서 재방출함을 의미한다. 우주에서 LIRG와 같이 극단적인 광도를 가지는 대부분의 은하는 활동적인 블랙홀을 가지고 있는 것으로 알려져있다. LIRG는 LIRG가 아닌 은하보다 우주의 빽빽한 부분에 위치하는 것으로 밝혀졌다.
LIRG로 알려진 세 은하는 다음과 같다.
- II Zq 46 - 은하의 쌍이 병합 중인 천체.
- NGC 6240 - 잘 연구된 가까운 뱀주인자리의 적외선은하.
- 아르프 220 - 가장 가까운 LIRG, 두 은하가 병합 중이다.

## 초발광적외선은하
LIRG는 ULIRG가 될 수 있으나,  모든 LIRG가 ULIRG로 변하지는 않으며 계산에 이용되는 뉴턴역학과 제한요소가 근사적이지 않기 때문에 완벽한 예정표는 없다. 은하에 관한 연구는 ULIRG가 LIRG보다 좀더 활동은하핵을 포함할 것임을 보여준다.
한 연구에 따르면 ULIRG는 그저, 본질적으로 둘 또는 그 이상의, 별과 먼지가스를 포함하는 평탄하고 회전하는 원반과 팽대부로 알려진 중심의 별의 밀집영역으로 구성된 나선은하가 조기병합단계 형태로 병합하는 은하병합 진화 시나리오의 일부이다. 이러한 경우의 조기병합단계는 LIRG로도 발견될 수 있다. 이후에 그것은 말기병합단계 ULIRG가 된다. 그러면 그것은 퀘이사가 되고 최종진화단계에서는 타원은하가 된다. 이는 초기진화단계에서 발견되는 별보다 타원은하의 별이 훨씬 늙었다는 사실로부터 입증될 수 있다.

## 극초발광적외선은하
2015년 5월, 태양의 300조 배에 달하는 광도의 극초발광적외선은하 WISE J224607.57-052635.0이 NASA의 광역 적외선 탐사선(WISE)을 통해 발견되었는데, 이는 여태껏 발견된 은하 중 가장 밝은 것이다. 이 은하는 WISE에 의해 발견된 새로운 유형의 천체, 극초발광적외선은하(extremely luminous infrared galaxy) 또는 ELIRG로 분류되었다.
WISE J224607.57-052635.0 은하와의 거리는 125억 광년이다. 은하 중심의 블랙홀이 우주가 현재 연령(138억 년)의 10분의 1일 때 태양의 수십억 배에 달하는 질량을 가지고 있었음을 의미한다.
ELIRG 속의 블랙홀이 매우 무거울 것이라는 생각에 대해서는 세가지 이유가 존재한다. 첫째로 초기의 블랙홀이 예측 가능한 것보다 클 수 있기 때문이며, 둘째로 에딩턴 한계를 넘어섰기 때문이다. 블랙홀에 먹이가 주어질 때, 기체는 블랙홀로 낙하하면서 가열되어 빛을 방출하게 된다. 따라서 방출광의 압력이 블랙홀 바깥 방향으로 가해지는데, 이 때 블랙홀이 얼마나 빨리 연속적으로 물질을 흡수할 수 있는지에 대한 한계(에딩턴 한계)가 주어지게 된다. 만약 블랙홀이 이 한계를 넘어서게 된다면 이론적으로 빠른 속도로 (강착원반의) 크기가 증가하게 된다. 이 한계를 깨는 블랙홀은 이전에도 발견되어 왔었다. 그래서 이 연구에서의 블랙홀은 반복적으로 에딩턴 한계를 넘어서면서 거대하게 성장해야 한다. 셋째로 블랙홀이 빠르게 회전하지 않는다면 한계 이내의 범위에서 예측되는 것보다 더 빠르게 기체를 흡수할 수도 있다. 블랙홀이 느리게 회전한다면, 블랙홀은 훨씬 많은 양의 기체를 흡수할 수 있다. 느리게 회전하는 블랙홀은 빠르게 회전하는 블랙홀보다 더 많은 양의 물질을 흡수할 수 있다. ELIRG 속의 무거운 블랙홀은 더 오랜 시간 동안 물질을 흡수하고 있었을 것이다.
현재까지 발견된 가장 밝은 은하를 포함한 20개의 새로운 ELIRG가 발견되어 왔다. 이러한 은하들은 먼 거리로 인해 티끌에 의한 가시광선의 적색화로 적외선에서 보이기 때문에 일찍 발견할 수 없었다.

## IRAS
적외선천문위성(infrared astronomical satellite, IRAS)은 1983년에 원적외선 파장을 이용한 최초의 전천탐사선이다. 대부분 이전 탐사에서는 기록된 적이 없는 수만 개의 은하가 탐사에서 발견되었다. 현재 관측횟수가 증가한 이유가 주로 LIRG가 우주에서 원적외선에서 대부분의 에너지를 방출하기 때문이라고 명확해졌다. 과학자들은 IRAS를 이용하여 발견된 은하천체의 광도를 측정할 수 있게 되었다. 망원경은 미국(NASA), 네덜란드(NIVR), 영국(SERC)의 공동계획이다. 10개월의 임무기간 동안에 250,000개 이상의 적외선 방출원이 관측되었다.

## GOALS
전천 대관측선(great observatories all-sky, GOALS)은 LIRG에 관한 다양한 파장에서의 연구이다. NASA의 스피처, 허블, 찬드라, 갈렉스의 관측을 통한 정보를 이용하여 선정된 근방우주에 있는 200개의 매우 밝은 LIRG에 관해 연구한다. 대략 180개의 LIRG가 20개의 ULIRG와 함께 발견되었다. GOALS의 목표로 선정된 LIRG와 ULIRG는 모든 범위의 핵스펙트럼 유형(I형과 II형 은하핵, LINER와 폭발적 항성생성)과 상호작용 단계(큰 상호작용, 작은 상호작용, 독립된 은하)에 걸쳐있다.

## 갤러리

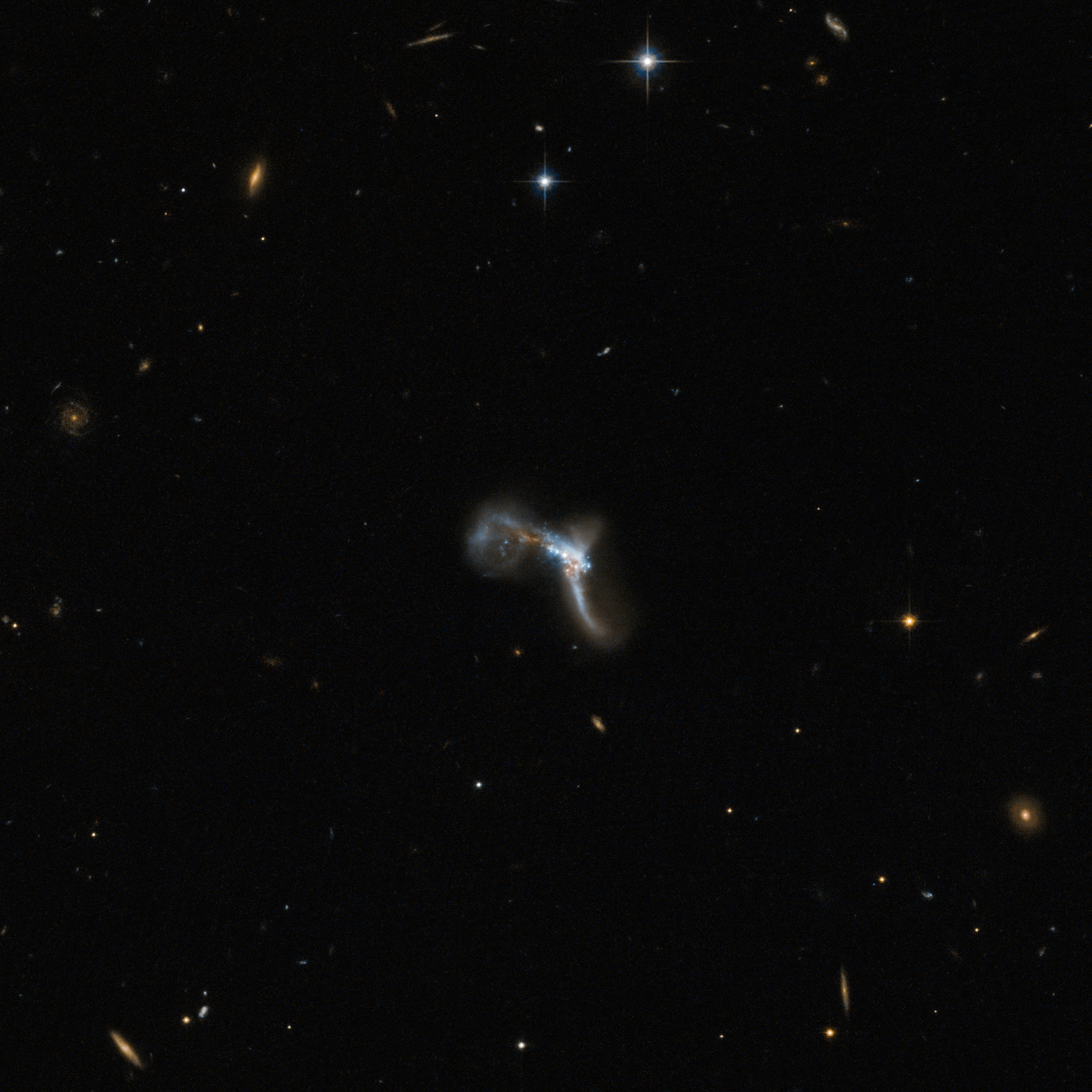
허블 우주 망원경에 의해 촬영된 남아메리카 은하
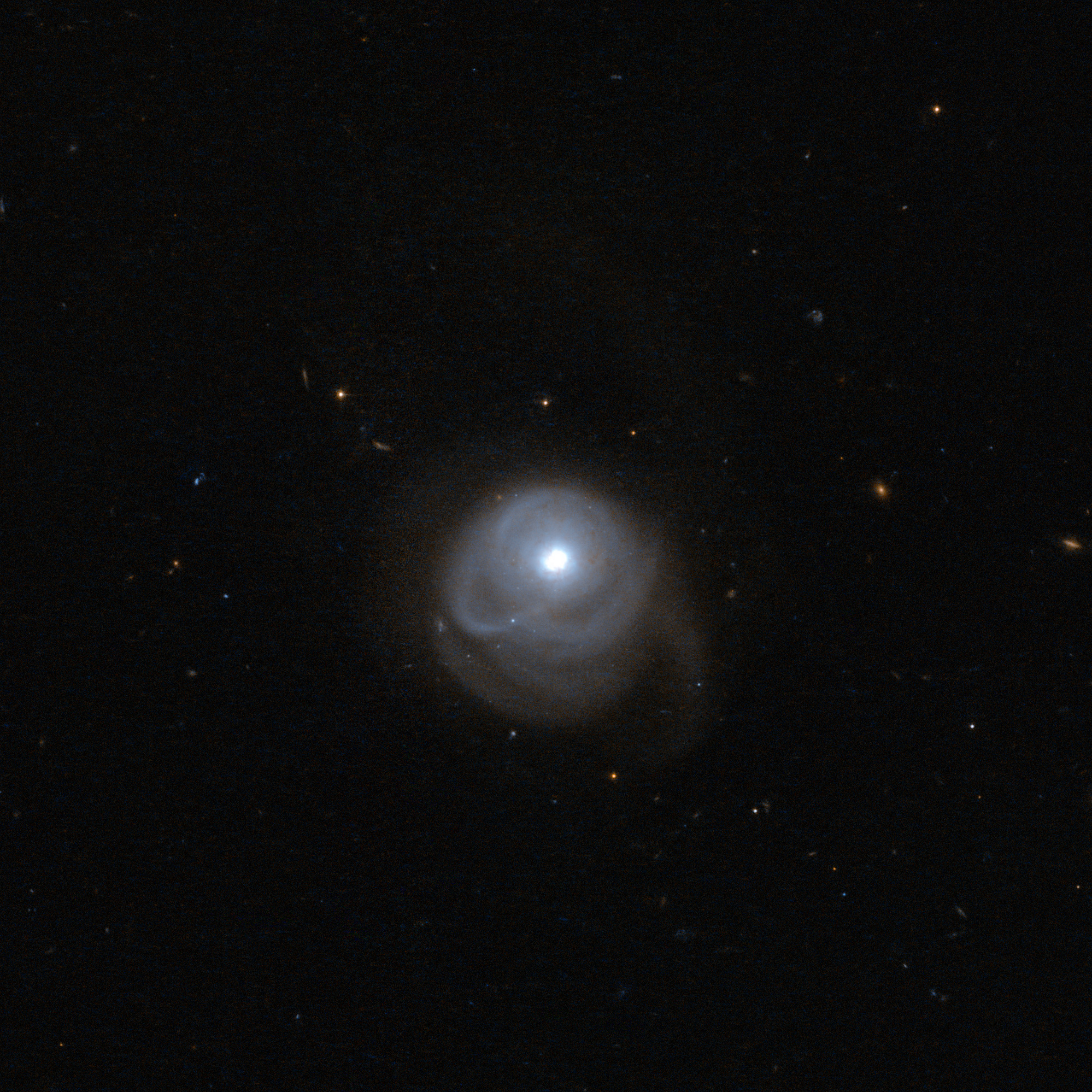
2MASX J05210136-2521450
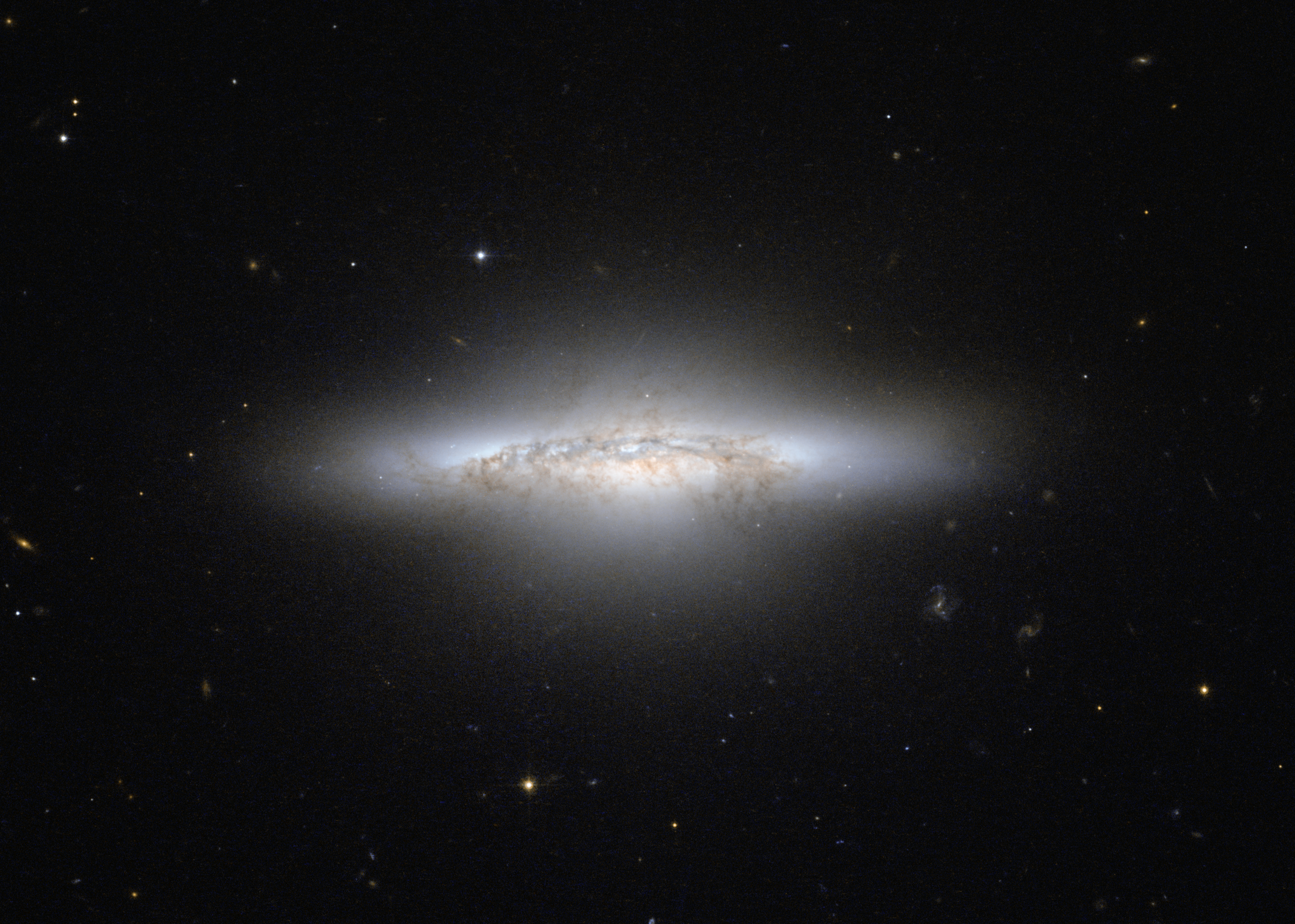
LIRG NGC 5010.
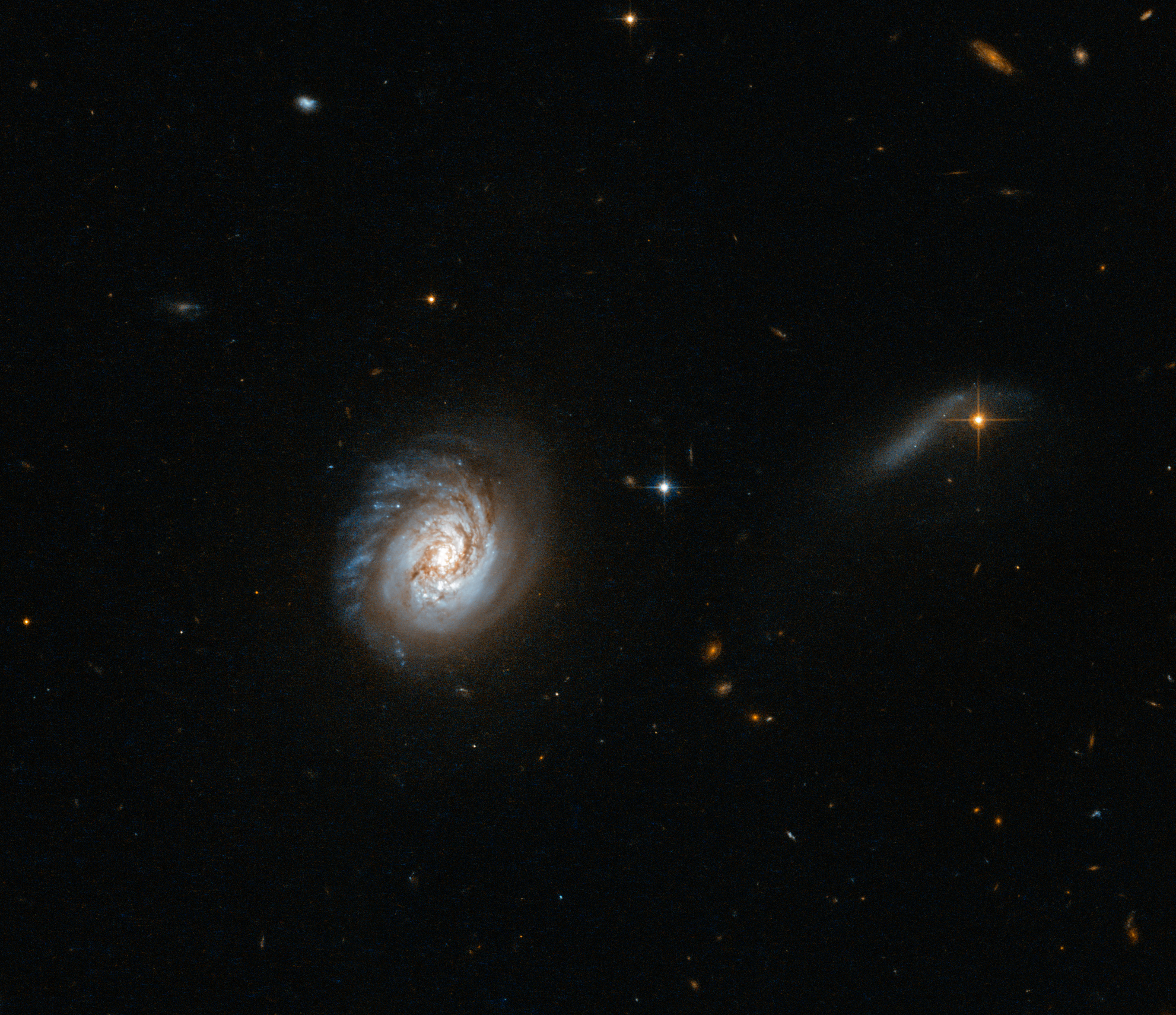
LIRG MCG-03-04-014

## 같이 보기
- 저이온화 핵방출선 영역